# Деваты, Антонин
Антонин Деваты (чеш. Antonín Devátý; 12 июня 1903, Скутеч — 25 мая 1984, Пльзень) — чешский дирижёр, композитор и музыкальный педагог. Отец актрисы и писательницы Иванки Деваты. Заслуженный артист ЧССР (1975).
Окончил Пражскую консерваторию (1926), где изучал композицию у Ярослава Кржички, дирижирование у Отакара Острчила и Вацлава Талиха, орган у Б. А. Видермана. В дальнейшем также занимался под руководством Павла Дедечека (дирижирование) и Витезслава Новака (композиция).
В конце 1920-х гг. играл на скрипке в различных пражских оркестрах, руководил салонным оркестром в гостинице Šroubek на Вацлавской площади. В 1929—1931 гг. играл в оркестрах Берлина, Цюриха, Мюнхена, Санкт-Галлена. По возвращении поступил в Симфонический оркестр FOK литавристом, с 1936 г. играл в том же составе на скрипке, выступал и как дирижёр. В 1938—1951 гг. дирижировал радиооркестрами в Брно и Остраве. В 1951—1963 гг. главный дирижёр Оркестра Пльзеньского радио. В 1965—1979 гг. профессор Пльзеньской консерватории, руководил также консерваторским оркестром.
Раннее творчество Деваты носило преимущественно лёгкий, салонный характер; ему принадлежит, в частности, оперетта «Все они такие» (чеш. Taková je každá; 1940). В послевоенный период он отдал должное и серьёзной музыке, в которой заметно влияние его учителя Новака. Написал, в частности, альтовый (1960) и скрипичный (1964) концерты, концерты для двух аккордеонов (1967), тромбона (1971), трубы (1972) и валторны (1980) с оркестром, симфоническую поэму «От Мюнхена к Дукле» (чеш. Od Mnichova k Dukle; 1976), 4 струнных квартета, две кантаты, другие камерные и хоровые сочинения, ряд песен.